# Едьма (деревня)
Едьма — деревня в Устьянском районе Архангельской области. Входит в состав Березницкого  сельского поселения.

## География
Деревня расположена на правом берегу реки Устья, выше по течении деревни Задорье и села Березник. Выше по течению Устьи находится посёлок Богдановский. Через Едьму проходит асфальтовая автодорога, двигаясь по которой в направлении Вельска можно выехать на федеральную автотрассу М8 «Холмогоры» (Москва — Архангельск). 

## Население
| 2002 | 2010 | 2012 |
| ---- | ---- | ---- |
| 225  | ↘179 | ↗196 |

Численность населения деревни, по данным Всероссийской переписи населения 2010 года, составляла 179 человек. На 1 января 2010 числилось 204 человека.

## Известные уроженцы
В деревне Едьма родилась Роза Егоровна Шанина (1924—1945) — снайпер, кавалер ордена Славы.

### Карты
- [mapp38.narod.ru/map1/p38099100.html Топографическая карта P-38-99,100. Октябрьский]
- Едьма на карте Wikimapia